# Les Bonnes Manières (film)
Pour les articles homonymes, voir Les Bonnes Manières.
Pour plus de détails, voir Fiche technique et Distribution.
Les Bonnes Manières (As Boas Maneiras) est un film fantastique horrifique franco-brésilien écrit et réalisé par Marco Dutra et Juliana Rojas, sorti en 2017.

## Synopsis
L’histoire se passe à São Paulo et met en scène Clara, sans emploi qui habite les quartiers pauvres, embauchée par la riche Ana enceinte, pour l’aider pendant sa grossesse et par la suite avec le bébé. Ana se prépare à être mère célibataire, étant tombée enceinte d'un inconnu rencontré dans un bar et son fiancé ayant rompu avec elle à cette annonce. Clara trouve enfin la sécurité financière et emménage chez Ana car celle-ci la veut tout le temps avec elle. Les deux femmes deviennent très proches jusqu'à devenir amantes. Mais Ana est atteinte de somnambulisme les jours de pleine lune...

## Fiche technique
- Titre original : As Boas Maneiras
- Titre international : Good Manners
- Titre français : Les Bonnes Manières
- Réalisation et scénario : Marco Dutra et Juliana Rojas
- Direction artistique : Fernando Zuccolotto
- Costumes : Kiki Orona
- Photographie : Rui Poças
- Montage : Caetano Gotardo
- Musique : Guilherme Garbato et Gustavo Garbato
- Production : Frédéric Corvez, Clément Duboin, Maria Ionescu et Sara Silveira
- Sociétés de production : Dezenove Som e Imagens, Urban Factory, Good Fortune Films et Globo Filmes
- Société de distribution : Imovision
- Pays de production :  Brésil,  France
- Langue originale : portugais
- Format : couleur - 35 mm - 1,85:1 - Dolby Digital
- Genre : fantastique horrifique
- Durée : 135 minutes
- Dates de sortie :
  - Suisse : 6 août 2017 (Festival international du film de Locarno)
  - France : 21 mars 2018
  - Brésil : 7 juin 2018
  - Belgique : 11 juillet 2018
- Interdit aux moins de 12 ans lors de sa sortie en France

## Distribution
- Isabél Zuaa : Clara
- Marjorie Estiano : Ana
- Miguel Lobo : Joel
- Cida Moreira (pt) : Mme Amélia
- Andrea Marquee (pt) : Ângela
- Felipe Kenji : Maurício
- Nina Medeiros : Amanda
- Neusa Velasco : Dona Norma
- Gilda Nomacce (pt) : Gilda
- Eduardo Gomes : le professeur Edu
- Hugo Villavicenzio : Hugo
- Adriana Mendonça : Cida
- Germano Melo : le docteur Ciro Poças

## Production

### Musique
La musique originale est composée par Guilherme et Gustavo Garbato.
Des extraits musicaux sont aussi inclus dans le film dont :
- Chora me liga de João Bosco et Vinícius.

## Accueil

### Festivals et sorties
Il est présenté en sélection en compétition officielle au Festival international du film de Locarno 2017 où il remporte le Prix spécial du jury. Il remporte aussi le Prix du public à L'Étrange Festival 2017, la Mention Spéciale du jury au Festival Biarritz Amérique latine 2017 et le Prix du jury au Festival international du film fantastique de Gérardmer 2018.

### Critique
En France le film reçoit des critiques plutôt positives,  le site Allociné recense une moyenne des critiques presse de 4/5, et des critiques spectateurs à 3,5/5.
Pour Jacques Mandelbaum du Monde, « sans renoncer à sa cruauté, c'est proprement un conte de fées que nous propose Les Bonnes Manières. [...] La force du film tient pour beaucoup dans la manière, à la fois subtile et brutale, dont il va s'arracher à ce canevas attendu pour nous mener sur un terrain plus original et inquiétant, celui des vieilles légendes revisitées et d'un fantastique social merveilleusement inspiré. [...] Un film merveilleux donc, inextricablement sauvage et tendre, tel qu'il ne pouvait naître, peut-être, qu'au Brésil. ».
Pour Frédéric Strauss de Télérama, « un discours réfléchi, politique, se développe dans ce film à l'originalité constante, aux images chatoyantes, qui nous entraîne vers le fantastique sans jamais perdre de vue la réalité brésilienne, où les croyances en des phénomènes extraordinaires sont encore vives. ».
Pour Didier Péron de Libération, « le deuxième long-métrage en commun de Juliana Rojas et Marco Dutra est une constante incitation à réviser ses attentes et à s'échapper du sens commun. Rien ne se passe comme prévu. Le fantastique surgit pour ainsi dire le plus naturellement du monde de l’accumulation choquante de situations d’angoisse, de relégation ou de marge que les héroïnes doivent subir et encaisser vaille que vaille. ».

### Box-office
- France : 25 380 entrées[6]

## Distinctions

### Récompenses
- Festival international du film de Locarno 2017 : Prix spécial du jury.
- L'Étrange Festival 2017 : Prix du public[7].
- Festival Biarritz Amérique latine 2017 : Mention Spéciale du jury[8].
- Festival international du film de Catalogne 2017 : Prix de la critique[9].
- Festival international du film de Rio de Janeiro 2017 : Meilleur film, meilleure actrice dans un second rôle pour Marjorie Estiano, meilleure photographie, prix de la critique[10].
- Festival international du film fantastique de Gérardmer 2018 : Prix du jury[11],[12].

### Sélection
- Festival des trois continents 2017 : séance spéciale.